# Got to Be There
| 전문가 평가 | 전문가 평가 |
| 평가 점수   | 평가 점수   |
| 출처        | 점수        |
| ----------- | ----------- |
| AllMusic    | [ 4 ]       |

《Got to Be There》는 1972년 1월 24일, 모타운이 발매한 미국의 가수 마이클 잭슨의 데뷔 솔로 스튜디오 음반으로, 잭슨 5의 《Greatest Hits》 이후 4주 만에 발매되었다. 1971년 10월 7일에 발표된 잭슨의 데뷔 솔로 싱글 동명의 노래가 수록되어 있다.
2013년 8월 2일, 이 음반은 미국 음반 산업 협회로부터 50만 장 이상의 판매량으로 골드 인증을 받았다. 이 음반은 이후 2009년 3장의 디스크 컴필레이션 《Hello World: The Motown Solo Collection》의 일부로 리메이크되어 재발행되었다.

## 배경
타이틀곡과 〈Rockin' Robin〉은 싱글로 발매되었고 상업적으로 성공을 거두었다. 이 두 곡은 1972년 4월 8일, 각각 5위와 6위로 핫 100에 연달아 올랐다. 잭슨의 〈I Wanna Be Where You Are〉는 1972년 6월 24일, 미국 차트에서 27위에 올랐다. 이 음반에는 빌 위더스의 〈Ain't No Sunshine〉, 캐럴 킹의 〈You've Got a Friend〉, 슈프림스의 〈Love Is Here and Now You' Gone〉의 리메이크곡이 수록되어 있다. 영국에서 잭슨의 〈Ain't No Sunshine〉 버전은 이 음반의 세 번째 싱글이었다. 이 음반의 곡들은 〈Ain't No Sunshine〉의 분당 74박자부터 〈Rockin' Robin〉의 170박자까지 다양한 템포를 가지고 있다.
이 음반은 코퍼레이션, 에디 맨슨, 제임스 앤서니 카마이클, 진 페이지, 데이브 블럼버그에 의해 편곡되었다. 베리 고디가 총괄 프로듀서였고, 짐 브릿이 사진가로 인정받았다.

## 상업적 성과
《Got to Be There》는 발매 당시 빌보드 200 차트에서 14위, 빌보드 R&B 음반에서 3위로 정점을 찍었다. 2013년 8월 2일, 이 음반은 미국 음반 산업 협회로부터 50만 장 이상의 판매량으로 골드 인증을 받았다. 이 음반은 이후 2009년 3장의 디스크 컴필레이션 《Hello World: The Motown Solo Collection》의 일부로 리메이크되어 재발행되었다. 이 음반은 전 세계적으로 150만 장 이상이 팔렸다.

## 곡 목록
| #  | 제목                                  | 작사·작곡                          | 재생 시간 |
| -- | ------------------------------------- | ---------------------------------- | --------- |
| 1. | 〈Ain't No Sunshine〉                 | 빌 위더스                          | 4:09      |
| 2. | 〈I Wanna Be Where You Are〉          | 아서 "티보이" 로스, 리언 웨어      | 3:00      |
| 3. | 〈Girl Don't Take Your Love from Me〉 | 윌리 허치                          | 3:46      |
| 4. | 〈In Our Small Way〉                  | 베아트리체 베르디, 크리스틴 야리안 | 3:34      |
| 5. | 〈Got to Be There〉                   | 엘리엇 윌렌스키                    | 3:23      |

| #   | 제목                                 | 작사·작곡                                          | 재생 시간 |
| --- | ------------------------------------ | -------------------------------------------------- | --------- |
| 6.  | 〈Rockin' Robin〉                    | 지미 토머스                                        | 2:30      |
| 7.  | 〈Wings of My Love〉                 | 코퍼레이션                                         | 3:32      |
| 8.  | 〈Maria (You Were the Only One)〉    | 로렌스 브라운, 린다 글로버, 조지 고디, 앨런 스토리 | 3:41      |
| 9.  | 〈Love Is Here and Now You're Gone〉 | 홀랜드-도이저-홀랜드                               | 2:51      |
| 10. | 〈You've Got a Friend〉              | 캐럴 킹                                            | 4:45      |

## 인증
| 국가                       | 인증 | 판매량/출하량 |
| -------------------------- | ---- | ------------- |
| 미국 (RIAA)                | 골드 | 500,000^      |
| ^출하량을 기반으로 한 인증 |      |               |